# Барсуков, Александр Яковлевич (кораблестроитель)
Александр Яковлевич Барсуко́в (1886—1955) — советский инженер-электрик, кораблестроитель и педагог.

## Биография
Родился в 1886 году в Санкт-Петербурге в купеческой семье. Окончил Введенскую гимназию (1906) и Петербургский политехнический институт (1912), инженер-электрик.
Служил в Главном управлении кораблестроения Морского ведомства (до 1921). Одновременно до 1922 года работал производителем работ по электротехнической части кораблей на казенных заводах. Также с ноября 1918 по 1926 год преподавал в Морском инженерном училище и на Спецкурсах командного состава флота корабельное электрооборудование.
С февраля 1921 по 1930 год главный инженер-электрик на Балтийском заводе. Затем до апреля 1944 года руководил Электротехническим отделом КБ Балтийского завода и ЦКБ-4. Проектировщик корабельных систем и трубопроводов линкоров и других судов. Возглавлял проектирование всего комплекса электрооборудования сильного и слабого тока линкора проекта 23 и многих других кораблей.
С сентября 1941 по август 1942 года в блокадном Ленинграде возглавлял электротехнический отдел в сводном ЦКБ-19.
С 1930 года по совместительству преподавал в Ленинградском кораблестроительном институте, с 1933 доцент, с 1938 профессор кафедры судовой электротехники, с 1947 года зав. кафедрой электротехники и электрооборудования судов.
В 1944—1946 годах начальник Электротехнического отдела ЦНИИ имени акад. А. Н. Крылова. Затем перешел на постоянную работу в ЛКИ.
Умер в 1955 году. Похоронен на Серафимовском кладбище Санкт-Петербурга.

Могила Барсукова на Серафимовском кладбище Санкт-Петербурга.

## Награды и премии
- Сталинская премия первой степени (1942) — за разработку проекта боевых кораблей;
- Заслуженный деятель науки и техники РСФСР (декабрь 1942);
- Орден Красной Звезды.